# The Star (Malaisie)
Pour les articles homonymes, voir The Star.

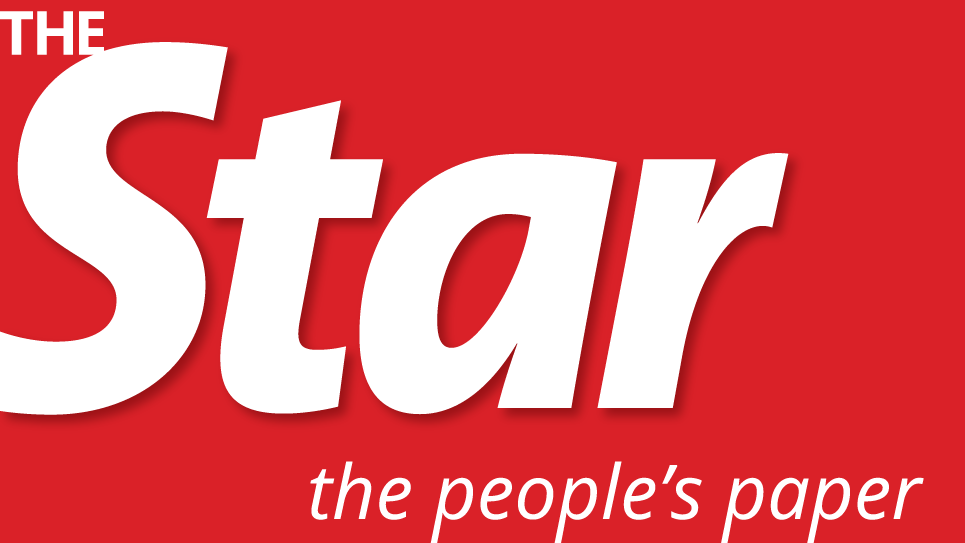
Logo du journal Star en Malaisie.

The Star est un quotidien malaisien de langue anglaise, publié à Petaling Jaya, fondé en 1971. Son édition dominicale porte le titre de Sunday Star.

## Tirage
Son tirage et son lectorat sont estimés, selon les chiffres de l'Audit Bureau of Circulations de Malaisie pour le second semestre 2005, cités par le site du journal, à :
- du lundi au samedi : 309 000 exemplaires pour 1 088 000 lecteurs ;
- le dimanche : 318 000 exemplaires pour 1 027 000 lecteurs.

## Autres titres de Star Publications
Le groupe de presse Star Publications, propriétaire des deux titres, publie également :
- Kuntum, mensuel de langue malaise pour les enfants de 6 à 12 ans, publié depuis février 1980 ;
- Shang Hai, mensuel économique de langue chinoise, depuis mars 1979 ;
- Galaxie, magazine sur les spectacles et les célébrités, en langue anglaise, depuis octobre 1974 ;
- Flavours, magazine bimensuel de gastronomie en langue anglaise, racheté en 1995 ;
- et d'autres publications de moindre importance.